# Antena magnetyczna

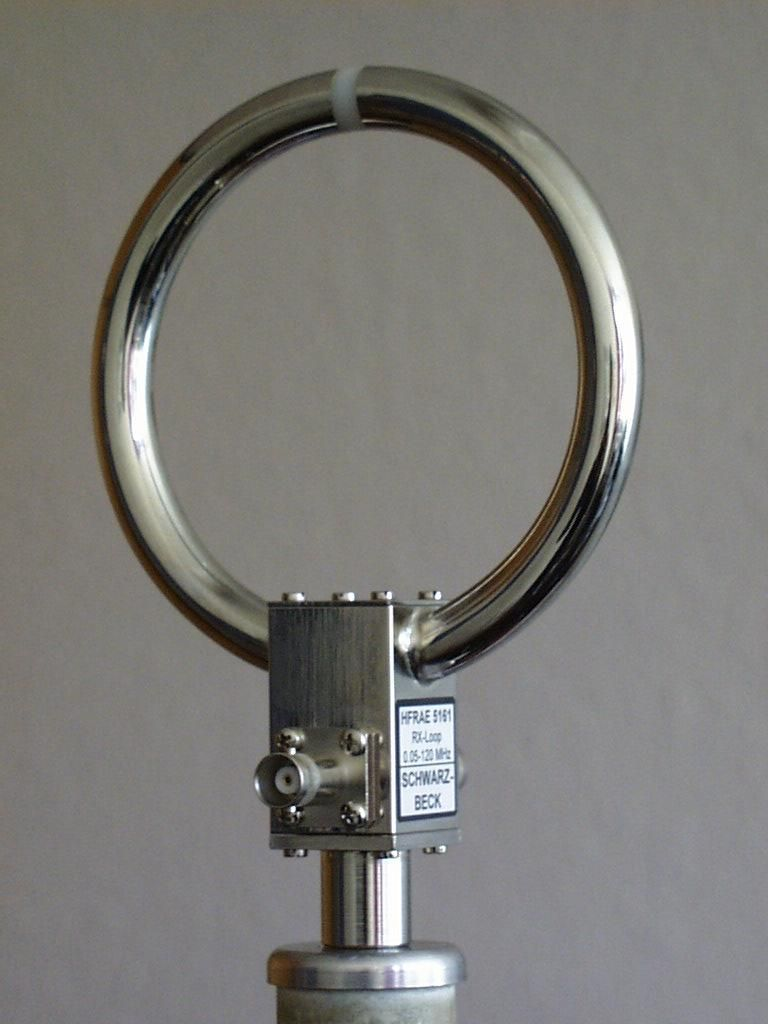
Jednopętlowa antena magnetyczna o średnicy 100 mm

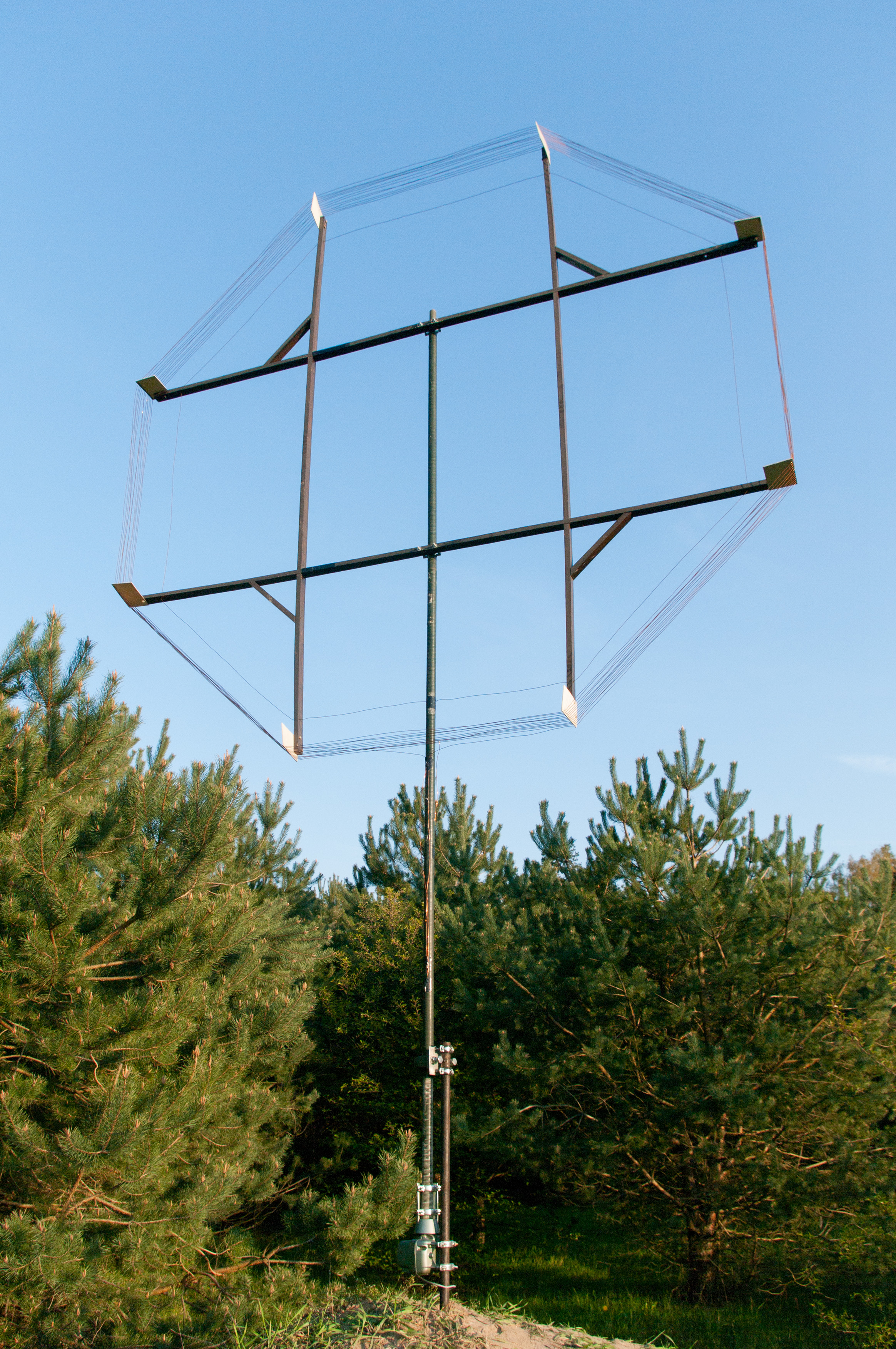
Amatorska magnetyczna antena pętlowa o średnicy 2,7 m do odbioru fal średnich i długich

Antena magnetyczna (magnetyczna antena pętlowa) – rodzaj anteny działającej na zasadzie sprzężenia z polem magnetycznym fali elektromagnetycznej.
Zbudowana jest z jednego lub wielu zwojów przewodnika, przy czym wymiary takiej anteny są znacznie mniejsze od długości fali, na której taka antena pracuje. Dzięki niewielkim wymiarom, anteny tego typu znajdują zastosowanie wszędzie tam, gdzie ze względu na brak miejsca nie ma możliwości zamontowania anten tradycyjnych (np. dipolowych) – ze względu na swoją dużą mobilność były powszechnie stosowane w wojnie wietnamskiej.
Antena magnetyczna może pełnić rolę indukcyjności w równoległym obwodzie rezonansowym, a dołączony kondensator zmienny umożliwia zmianę częstotliwość rezonansowej. Cechą takiego rozwiązania jest wąskie pasmo częstotliwości pracy (duża dobroć), co może być wadą w przypadku transmisji szerokopasmowej, ale również zaletą, jeśli istotna jest eliminacja zakłóceń z innych częstotliwości.
Są to anteny kierunkowe, a największa skuteczność mają z kierunku prostopadłego do osi pętli. Buduje się je zwykle dla częstotliwości pracy poniżej 10 MHz. Są stosowane jako odbiorcze anteny ramowe radiokompasu w systemie radionawigacji lotniczej NDB. Ustawiane są wówczas na najsłabszy sygnał, co wynika z ostrzejszego minimum niż maksimum charakterystyki kierunkowej takiej anteny, w stosunku do anteny dookolnej.
Przykładem anteny magnetycznej jest antena ferrytowa.
Uwaga: terminem antena magnetyczna błędnie określane są anteny mocowane za pomocą magnesu, np. samochodowe.